# 97 v. Chr.
Portal Geschichte | Portal Biografien | Aktuelle Ereignisse | Jahreskalender | Tagesartikel

◄ |
2. Jahrhundert v. Chr. |
1. Jahrhundert v. Chr. |
1. Jahrhundert |
►

◄ | 110er v. Chr. | 100er v. Chr. | 90er v. Chr. | 80er v. Chr. |
70er v. Chr. |
►

◄◄ | ◄ | 100 v. Chr. | 99 v. Chr. | 98 v. Chr. | 97 v. Chr. |
96 v. Chr. |
95 v. Chr. |
94 v. Chr. |
► |
►►
Staatsoberhäupter

## Ereignisse
- Gnaeus Cornelius Lentulus und Publius Licinius Crassus werden Konsuln des Römischen Reichs.
- Gemäß der Legende wird Sujin Tennō von Japan. Die meisten Historiker halten ihn für eine mythologische Figur, die nicht auf historischen Fakten basiert.

## Geboren
- um 97 v. Chr.: Appius Claudius Pulcher, römischer Politiker († 48 v. Chr.)
- um 97 v. Chr.: Quintus Caecilius Metellus Pius Scipio, römischer Politiker († 46 v. Chr.)
- um 97 v. Chr.: Quintus Servilius Caepio, römischer Politiker († 67 v. Chr.)
- um 97 v. Chr.: Titus Lucretius Carus, römischer Dichter und Philosoph († um 55 v. Chr.)